# لبنان في ألعاب البحر الأبيض المتوسط 1963
لبنان في ألعاب البحر الأبيض المتوسط 1963.

## جدول الميداليات
| الترتيب | البلد                                   | ميداليات ذهبية | ميداليات فضية | ميداليات برونزية | المجموع |
| ------- | --------------------------------------- | -------------- | ------------- | ---------------- | ------- |
| 1       | ايطاليا                                 | 32             | 21            | 16               | 69      |
| 2       | تركيا                                   | 10             | 3             | 4                | 17      |
| 3       | فرنسا                                   | 8              | 14            | 8                | 30      |
| 4       | جمهورية يوغوسلافيا الاشتراكية الاتحادية | 6              | 8             | 8                | 22      |
| 5       | الجمهورية العربية المتحدة               | 5              | 13            | 9                | 27      |
| 6       | إسبانيا                                 | 4              | 4             | 12               | 20      |
| 7       | سوريا                                   | 0              | 1             | 3                | 4       |
| 8       | تونس                                    | 0              | 0             | 1                | 1       |
| 9       | المغرب                                  | 0              | 0             | 7                | 7       |
| 10      | اليونان                                 | 0              | 0             | 5                | 5       |
| 11      | لبنان                                   | 0              | 0             | 1                | 1       |
| 11      | موناكو                                  | 0              | 0             | 1                | 1       |
| المجموع | المجموع                                 | 65             | 65            | 75               | 205     |

## الميداليات اللبنانية حسب الرياضة
*   البلد المضيف (مضيف)
| Sport   | ذهبية | فضية | برونزية | المجموع |
| ------- | ----- | ---- | ------- | ------- |
| مصارعة  | 0     | 0    | 1       | 1       |
| المجموع | 0     | 0    | 1       | 1       |

## الفائزون بالميدالية اللبنانية
| Event                      | الذهبية       | الفضية       | البرونزية            |
| -------------------------- | ------------- | ------------ | -------------------- |
| مصارعة (الوزن الثقيل الحر) | يونال (تركيا) | السعيد (مصر) | محمد النويري (ليبيا) |

## الحائزين على الميداليات
| Medal   | Name         | Sport  | Event                     |
| ------- | ------------ | ------ | ------------------------- |
| برونزية | محمد النويري | مصارعة | مصارعة(الوزن الثقيل الحر) |